# Pedro Velho
Pedro Velho is een gemeente in de Braziliaanse deelstaat Rio Grande do Norte. De gemeente telt 14.118 inwoners (schatting 2009).